# Burak Yeter
Burak Yeter, né le 5 mai 1982 à Trabzon, est un disc jockey et producteur de musique turc.

## Biographie

### Famille
Burak Yeter est né le 5 mai 1982 —  — à Amsterdam, . En 2017, la biographie qui se trouve sur le site Internet de l'artiste fait mention d'Amsterdam comme lieu de naissance.
Burak Yeter vit à Trabzon jusqu'à l'âge de treize ans, avec ses sœurs Burcu et Beyza. Son père est un ingénieur civil et sa mère, une femme au foyer. Au début des années 1990, il commence à apprendre le piano et la guitare. À cause du travail de son père, il voyage régulièrement (Samsun, Kayseri, Ankara) et s'installe au sud de la Turquie, à Antalya, lorsqu'il a 16 ans.

### Carrière musicale
En 1999, il fonde le groupe de rap Tatbikat. À Istanbul, grâce à l'argent des soirées qu'il anime, il ouvre un studio nommé « T Records ». En 2004, il déménage à Londres où il étudie la musique et gagne une compétition de disc jockey (DJ) de la chaîne MTV. En 2005, il sort son premier album For Action, et commence à produire pour plusieurs artistes internationaux : Depeche Mode, The Black Eyed Peas, Alicia Keys, Usher, Bruno Mars, Sam Smith, Beyoncé, Adele, Kid Cudi, Jay-Z, Kanye West, etc. Il forme un partenariat avec la marque Pioneer en 2008 et crée une école pour DJ « Connection Record DJ School ». En 2009, il fonde le label et studios « Connection Records ». En 2014, il s'installe à Amsterdam.

### Formation
Il est diplômé de génie civil à l'université Akdeniz d'Antalya, et a obtenu un master en ingénierie du son à la SAE Institute de Londres.

## Discographie

### Singles
- 2007 : Ex-Press
- 2007 : Are You Ready (avec B&M)
- 2008 : It's Life
- 2013 : Follow the Beats (avec Chadash Cort feat. Joleene)
- 2013 : Serenity (avec Ssential)
- 2014 : Storm
- 2014 : Pop of House
- 2014 : Electric Daisy
- 2014 : Summer Time (feat. Jimmie Wilson)
- 2014 : Whut!
- 2015 : New World
- 2015 : Kingdom Falls
- 2016 : Reckless (feat. Delaney Jane)
- 2016 : Tuesday (feat. Danelle Sandoval (en))
- 2016 : Happy
- 2016 : California Dream (feat. Öykü Official)
- 2016 : Voynich
- 2016 : I Want You
- 2016 : Sub pielea mea (feat. Carla's Dreams)
- 2016 : Go
- 2017 : Home to You
- 2017 : Girls Just Want to Have Fun
- 2017 : Go 2.0 (avec Ryan Riback)
- 2017 : French Kiss
- 2017 : Careless Whisper (feat. Alexis)
- 2017 : Echo
- 2018 : Rock You
- 2018 : Crash
- 2018 : My Life Is Going On (avec Cecilia Krull)
- 2018 : Another World
- 2018 : Wanna Know U
- 2018 : HI
- 2018 : Alabama (Almeda feat. Burak Yeter)
- 2019 : Kalinka (avec Morandi)
- 2019 : Scream
- 2019 : Self Control (feat. Maysha)
- 2019 : Winners (avec AXA)
- 2019 : Move Like This
- 2019 : ID
- 2019 : California (feat. Nino Lucarelli)
- 2019 : Friday Night
- 2020 : Space
- 2020 : Listen (avec DubRaw & Sha Town & Treylivin & Bellringer)
- 2020 : Just Miss Love (avec Benny Benassi feat. Saint Wilder)
- 2020 : Fly Away (feat. Emie & Lusia Chebotina & Everthe8)
- 2020 : Teenage Runaway
- 2020 : Body Talks
- 2021 : Bonnie & Clyde
- 2021 : Memories (feat. Robin Vane)
- 2021 : Needed U (avec DoubleN)
- 2021 : Sing Along
- 2021 : Bring It Back (avec G-Pol feat. MC Gee)
- 2021 : Just Wanna Know You (Summer 2.0)
- 2021 : Last Night (avec Big Zeeko feat. Matthew Bento)
- 2021 : Cosmic
- 2021 : Come to Dubai
- 2022 : Oh My My! (avec Montiego feat. Séb Mont)
- 2022 : Jupiter
- 2022 : Too Good (avec AtcG)
- 2022 : Forever Young (feat. Alfie Sheard)
- 2022 : See You Again (feat. Gerson Raphael)
- 2023 : Don't Speak (avec Avalan)
- 2023 : Miami (feat. Lee Grant)
- 2023 : Low Lonely (avec Harddope & Badscandal)
- 2023 : NFT (avec RB)
- 2023 : More Than You
- 2023 : Weekend (avec Dimash Qudaibergen)

### Remixes
- 2005 : Ayça - Çikibum (Burak Yeter Tropical Remix)
- 2008 : Da Disco Junkeez - Taste It (Burak Yeter Remix)
- 2009 : Nesli - Karar Verdim (Burak Yeter Remix)
- 2009 : Serdar Ortaç - Ayrılmam (Burak Yeter Remix)
- 2009 : Sadık Karan - Aman (Burak Yeter Remix)
- 2009 : Sadık Karan - Dost Kazığı (Burak Yeter Remix)
- 2009 : Babutsa - Yanayım Yanayım (Burak Yeter 2009 Remix)
- 2009 : Sertaç Kaya - Sex Machine (Burak Yeter 2009 Remix)
- 2009 : Bobby Deep - Siempre La Musica (Burak Yeter 2009 Remix)
- 2009 : Bobby Deep - Be All Mine (Burak Yeter Remix)
- 2010 : Istanbul Strings - Hicazkar Saz Eseri (Remix)
- 2010 : Sertab Erener - Koparılan Çiçekler (Burak Yeter Remix)
- 2010 : Gökhan Özen - Daha Erken (Burak Yeter Remix)
- 2010 : Esra Balamir - Rüyalar Gördüm (Burak Yeter Remix)
- 2010 : Zerrin Özer - Fire (Burak Yeter Remix)
- 2010 : DJ Silence & DJ Eyup - Blow The Speakers (Burak Yeter Remix)
- 2011 : Petek Dinçöz - Seni Sensiz Seveceğim (Burak Yeter Remix)
- 2011 : Meyra - Aşklayalım (Burak Yeter Remix)
- 2011 : Ayşegül Aldinç - Li Lal Lal La La (Burak Yeter Remix)
- 2012 : Ajda Pekkan - Arada Sırada (Burak Yeter Remix)
- 2012 : Yusuf Güney - İki Romantik Deli (Burak Yeter Remix)
- 2012 : Ziynet Sali - Yanabiliriz (Burak Yeter Remix)
- 2012 : Ziynet Sali - Herkes Evine (Burak Yeter Remix)
- 2012 : Ayşe Özyılmazel - Su Gibi Gel (Burak Yeter Remix)
- 2012 : Funda Arar - Hayat Arkadaşı (Burak Yeter Remix)
- 2012 : Bengü - Haberin Olsun (Burak Yeter Remix)
- 2012 : Murat Boz - Hayat Sana Güzel (Burak Yeter Remix)
- 2012 : Sinan Akçıl - Fark Atıyor (Burak Yeter Remix)
- 2012 : Erkan Özkaya - Bay Bay (Burak Yeter Remix)
- 2013 : Virolo - Retro Vibes (Burak Yeter Remix)
- 2013 : Gülben Ergen - Sen (Burak Yeter Remix)
- 2014 : Nazan Şoray - Olay Bu (Burak Yeter Remix)
- 2014 : Aygün Kazımova & Snoop Dogg - Coffee From Colombia (Burak Yeter Remix)
- 2015 : Serkan Kaya - Benden Adam Olmaz (Burak Yeter Remix)
- 2015 : Sadık Karan - Ruh Hastası (Burak Yeter Remix)
- 2016 : Yıldız Tilbe - Oynat (Burak Yeter Remix)
- 2016 : Yıldız Tilbe - Tek Güvencem (Burak Yeter Remix)
- 2016 : Duke Dumont - Ocean Drive (Burak Yeter Remix)
- 2017 : Ed Sheeran - Shape of You (Burak Yeter Remix)
- 2017 : Alan Walker feat. Iselin Solheim - Sing Me to Sleep (Burak Yeter Remix)
- 2017 : Anne-Marie - Ciao Adios (Burak Yeter Remix)
- 2017 : Reyko - Spinning Over You (Burak Yeter Remix)
- 2017 : Filatov & Karas feat. Rada - Lirika (Burak Yeter Remix)
- 2018 : Cecilia Krull - My Life Is Going On (Burak Yeter Remix)
- 2018 : Gala - Freed from Desire (Burak Yeter Remix)
- 2018 : Kutiman - Inner Galactic Lovers (Burak Yeter Remix)
- 2018 : Merk & Kremont & Ady Suleiman - Sad Story (Out of Luck) (Burak Yeter Remix)
- 2018 : Chadash Cort & ALP3R feat. Morena - Slow Down (Burak Yeter Remix)
- 2018 : Mari Ferrari & Monodepth feat. Kinnie Lane - Plus de toi (Burak Yeter Remix)
- 2018 : Rudimental feat. Tom Walker - Walk Alone (Burak Yeter Remix)
- 2019 : Morandi - Kalinka (Burak Yeter Remix)
- 2019 : Bob Sinclar feat. Robbie Williams - Electrico Romantico (Burak Yeter Remix)
- 2019 : Mabel - Don't Call Me Up (Burak Yeter Remix)
- 2019 : Kush Kush - I'm Blue (Burak Yeter Remix)
- 2020 : Capone - Oh No (Burak Yeter Remix)
- 2021 : Filatov & Karas - TechNoNo (Burak Yeter Remix)
- 2021 : Empire of the Sun - Walking on a Dream (Burak Yeter Remix)
- 2021 : Zedd - Squid Game & Do It to It (Burak Yeter Remix)
- 2021 : Klangkarussell - Home (Burak Yeter Remix)
- 2023 : Burak Yeter & Harddope & Badscandal - Low Lonely (Burak Yeter & RareBorn Remix)
- 2023 : Eden Shalev - Papi (Bhabi) (Burak Yeter Remix)
- 2023 : Jain - Makeba (Burak Yeter & RareBorn Remix)